# مارک بردول
مارک بردول (فرانسوی: Marc Berdoll‎؛ زادهٔ ۶ آوریل ۱۹۵۳) بازیکن سابق فوتبال اهل فرانسه است.
از باشگاه‌هایی که در آن بازی کرده‌است می‌توان به باشگاه فوتبال آمیان، باشگاه فوتبال زاربروکن، باشگاه فوتبال المپیک مارسی، باشگاه فوتبال آنژه، و باشگاه فوتبال آنژه، اشاره کرد.
وی همچنین در تیم ملی فوتبال فرانسه بازی کرده‌است.